# خانه سالار قاسم‌زاده
خانه آقای سالار قاسم‌زاده در شهرستان فومن، شهرک ماسوله واقع شده و این اثر در تاریخ ۲۵ اسفند ۱۳۸۰ با شمارهٔ ثبت ۵۳۴۲ به‌عنوان یکی از آثار ملی ایران به ثبت رسیده است.